# 키리야 카즈아키
키리야 카즈아키(일본어: 紀里谷 和明 기리야 가즈아키[*])는 일본의 영화 감독, 사진가이다.